# Seez
Die Seez ist ein 33 Kilometer langer Fluss im Schweizer Kanton St. Gallen, der bei Walenstadt in den Walensee mündet.

## Geographie

### Verlauf
Die Seez entspringt auf einer Höhe von etwa 2090 m ü. M. einem Gletscher am Chli Schiben.
Sie durchfliesst zuerst das Weisstannental in nordöstlicher und anschliessend, grösstenteils kanalisiert, das Seeztal in nordwestlicher Richtung. Sie passiert dabei die Gemeinden Weisstannen, Mels und Flums. Bis Flums verläuft parallel zum Fluss die 380-kV-Leitung Sils-Fällanden.
Die Seez mündet schliesslich bei Walenstadt auf einer Höhe von ungefähr 419 m ü. M. in den Walensee.
Der etwa 33 km lange Lauf der Seez endet ungefähr 1671 Höhenmeter unterhalb ihrer Quelle, sie hat somit ein mittleres Sohlgefälle von etwa 51 ‰.

### Korrektur
Früher war die Seez der Hauptzufluss zum Walensee und verliess diesen unter dem gleichen Namen oder Maag wieder. Diese mündete kurz darauf in die Linth.
Seit der Linth-Korrektur unter der Leitung von Hans Conrad Escher ist der Escherkanal, der das Wasser der Linth in den See führt, der grösste Zufluss des Walensees. Heute verbindet der Linthkanal den Walensee mit dem Zürichsee.

### Einzugsgebiet
Das 203,73 km² grosse Einzugsgebiet der Seez liegt in den Glarner Alpen und wird durch sie über die Linth, die Limmat, die Aare und den Rhein zur Nordsee entwässert.
Es besteht zu 30,6 % aus bestockter Fläche, zu 44,9 % aus Landwirtschaftsfläche, zu 2,3 % aus Siedlungsflächen und zu 22,2 % aus unproduktiven Flächen.
Flächenverteilung
Die mittlere Höhe des Einzugsgebietes beträgt 1628 m ü. M., die minimale liegt bei 413 m ü. M. und die maximale bei 2877 m ü. M.

### Zuflüsse
Der grösste Zufluss der Seez ist die unterhalb von Flums von links einmündende 16,4 Kilometer lange Schils.
Zuflüsse der Seez ab 4 km Länge
| Name              | GKZ      | Lage   | Länge in km | EZG in km² | MQ in m³/s | Mündung Koordinaten                            | Mündungshöhe in m | Bemerkungen                   |
| ----------------- | -------- | ------ | ----------- | ---------- | ---------- | ---------------------------------------------- | ----------------- | ----------------------------- |
| Heidelbach        | SG493113 | links0 | 001,7000    |            |            | bei Chälberweidli, Weisstannen                 | 1841,200000       |                               |
| Foobach           | CH002585 | links0 | 002,2000    | 0001,870   |            | bei Chälberweidli, Weisstannen                 | 1831,700000       |                               |
| Muotatalerbach    | CH002586 | rechts | 002,4000    | 0001,880   |            | bei Enggi, Weisstannen                         | 1801,300000       |                               |
| Namenloser Bach   | SG493664 | links0 | 001,6000    | 0000,530   |            | bei Unter Stich, Weisstannen                   | 1627,000000       |                               |
| Prägelbach        | SG490416 | links0 | 001,5000    |            |            | bei Prägelwald, Weisstannen                    | 1449,600000       |                               |
| Namenloser Bach   | SG490363 | rechts | 001,4000    | 0000,950   |            | unterhalb Isengrindfall, Weisstannen           | 1352,400000       |                               |
| Mattbach          | CH002584 | links0 | 002,3000    | 0002,080   |            | bei Säss, Weisstannen                          | 1330,800000       |                               |
| Siezbach          | CH002583 | links0 | 004,8000    | 0008,510   | 0000,400   | bei Zipf, Weisstannen                          | 1289,800000       |                               |
| Namenloser Bach   | SG490476 | rechts | 001,4000    | 0000,500   |            | bei Grossboden, Weisstannen                    | 1264,700000       |                               |
| Scheubsbach       | CH002582 | rechts | 004,3000    | 0007,030   | 0000,360   | bei Alp Vorsiez, Weisstannen                   | 1165,100000       |                               |
| Tülsbach          | SG491962 | links0 | 002,5000    | 0001,210   |            | bei Alp Vorsiez, Weisstannen                   | 1159,000000       |                               |
| Näserinabach      | CH002581 | links0 | 003,8000    | 0005,340   | 0000,250   | bei Logs, Weisstannen                          | 1048,900000       |                               |
| Hohbach           | CH002579 | rechts | 002,1000    | 0002,140   |            | bei Logs, Weisstannen                          | 1027,500000       |                               |
| Logsbach          | CH002580 | links0 | 003,5000    | 0003,400   |            | bei Logs, Weisstannen                          | 1025,800000       |                               |
| Gufelbach         | CH002574 | rechts | 006,3000    | 0016,790   | 0000,770   | bei Oberdorf, Weisstannen                      | 986,700000        |                               |
| Oberbergbach      | CH002573 | links0 | 001,7000    |            |            | bei Geissgaden, Weisstannen                    | 958,700000        |                               |
| Gafarrabach       | CH002572 | rechts | 005,7000    | 0007,530   | 0000,330   | bei Obetweid, Schwendi im Weisstannental       | 925,800000        |                               |
| Mülibach          | CH002571 | links0 | 003,6000    | 0003,060   |            | bei Bödeli, Schwendi im Weisstannental         | 888,300000        |                               |
| Prechtbach        | CH002949 | rechts | 004,7000    | 0003,060   |            | bei Gass, Schwendi im Weisstannental           | 883,400000        | Alternativname: Gamidauerbach |
| Berguns           | CH002569 | links0 | 001,6000    |            |            | bei Gass, Schwendi im Weisstannental           | 881,800000        |                               |
| Eselruns          | SG491961 | links0 | 002,0000    | 0000,870   |            | bei Samichlauswald, Schwendi im Weisstannental | 848,900000        |                               |
| Stegenbach        | CH002568 | links0 | 001,5000    |            |            | bei Tscherfinger, Schwendi im Weisstannental   | 808,600000        |                               |
| Vermiibach        | CH002567 | rechts | 003,9000    | 0002,620   |            | bei Müliboden, Schwendi im Weisstannental      | 802,300000        |                               |
| Lutzbach          | CH002566 | links0 | 003,5000    | 0002,240   |            | bei Lutztobel, Mels                            | 764,600000        |                               |
| Engelwaldbächlein | SG492574 | links0 | 000,3000    | 0000,690   |            | bei Halden, Plons                              | 476,900000        |                               |
| Schmelzibach      | CH002565 | links0 | 011,6000    |            |            | bei Oberplons, Plons                           | 474,600000        |                               |
| Cholschlagerbach  | CH005762 | links0 | 011,0000    | 0012,900   | 0000,440   | bei Saz, Plons                                 | 466,300000        |                               |
| Namenloser Bach   | SG492603 | links0 | 003,5000    | 0002,040   |            | bei Schlegelgüetli, Flums                      | 453,400000        |                               |
| Röllbach          | CH002559 | links0 | 004,5000    | 0011,620   | 0000,360   | bei Gafzellen, Flums                           | 445,000000        |                               |
| Schils            | CH000350 | links0 | 016,4000    | 0055,850   | 0001,970   | zwischen Flums und Walenstadt                  | 432,400000        |                               |
| Seez              |          |        | 032,8000    | 0203,730   | 0007,690   | bei Walenstadt                                 | 419,700000        | Mündet in den Walensee        |

Anmerkungen zur Tabelle
1. ↑  Von der Quelle zur Mündung. Daten von Swisstopo (map.geo.admin.ch) und Geoportal Kanton St. Gallen (geoportal.ch/ktsg)
2. ↑  Die Daten der Seez zum Vergleich

## Hydrologie
Bei der Mündung der Seez in den Walensee beträgt ihre modellierte mittlere Abflussmenge (MQ) 7,69 m³/s. Ihr Abflussregimetyp ist nival alpin und ihre Abflussvariabilität beträgt 18.

## Brücken

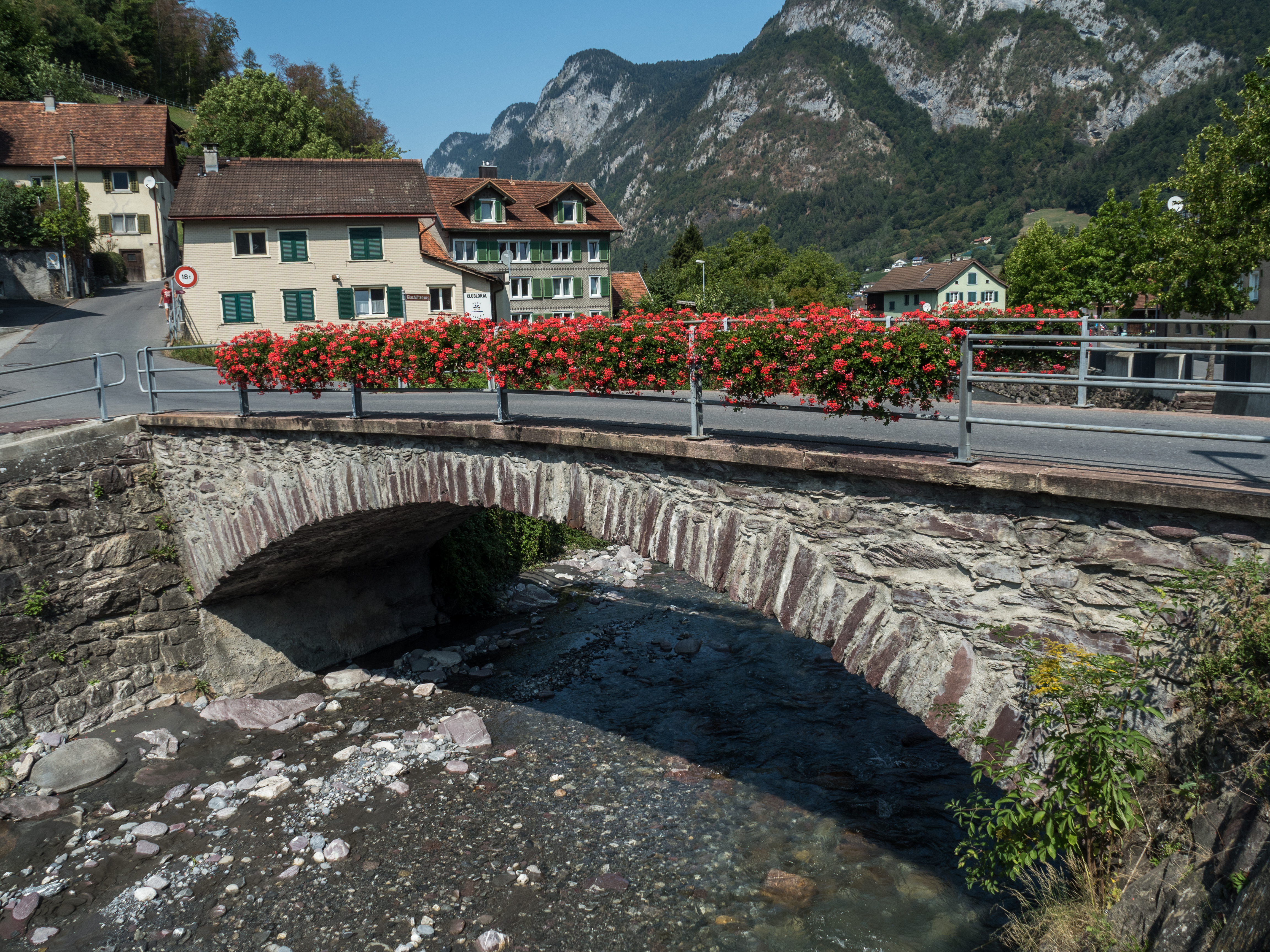
Schäflibrücke (Dorfbrücke) über die Seez, Mels SG

Auf ihrem Weg wird die Seez von rund 50 Brücken überspannt.
Vier Natursteinbogenbrücken überqueren den Fluss im Weisstannental, gebaut vermutlich um 1873 zur Zeit des Baus der Strasse. Zwei weitere schützenswerte Steinbogenbrücken befinden sich in Mels: die Schäflibrücke (gebaut 1859) und die Seezbrücke Sax (gebaut ca. 1855–1861).
Der imposante, 830 m lange Seez-Viadukt (eröffnet 1987) führt die A3 Autobahn über den Fluss in Walenstadt.